# Профіль Серсіка

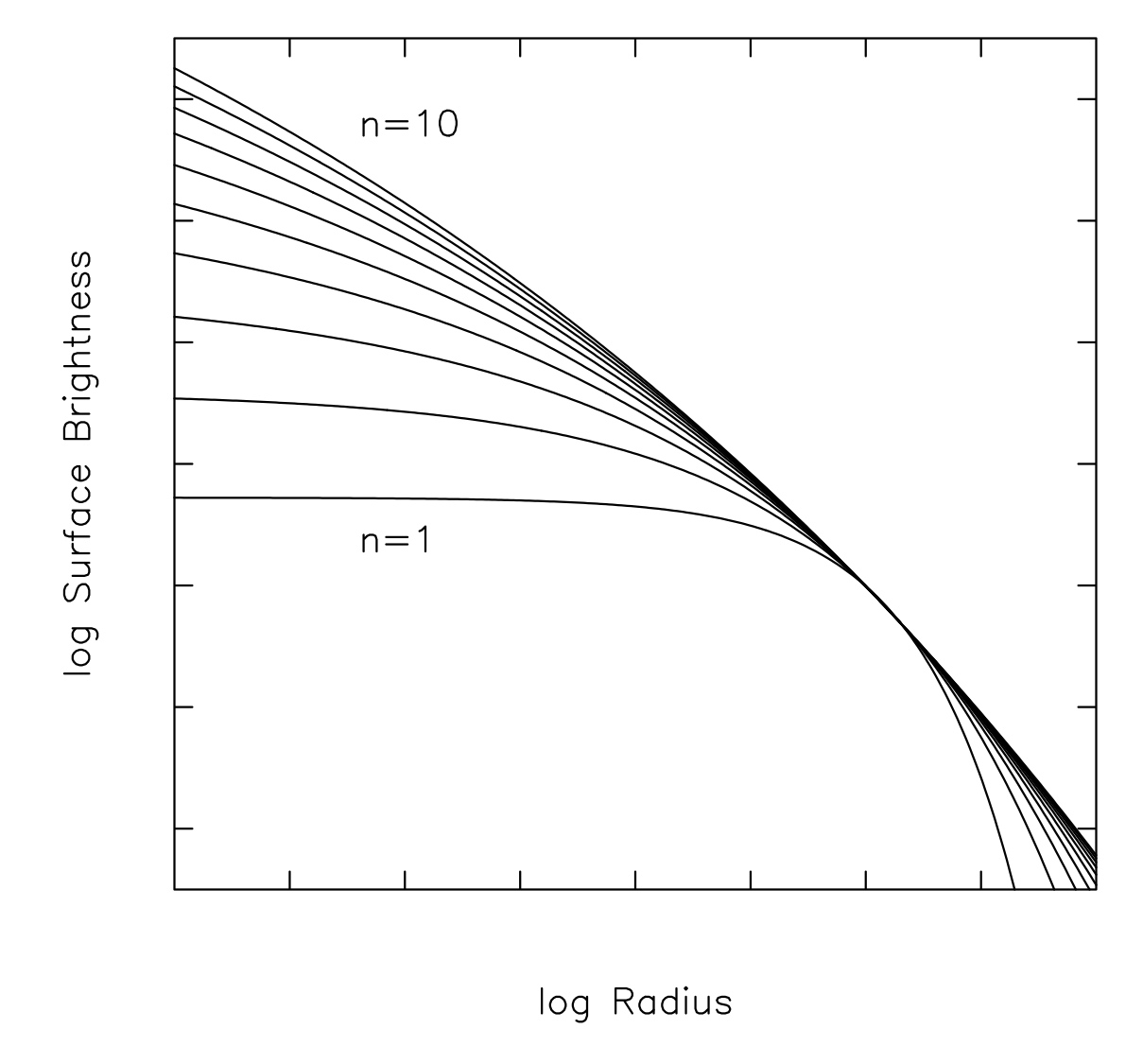
Профілі Серсіка з різними індексами.

Профіль Серсіка (або модель чи закон Серсіка) — це математична функція, яка описує, як інтенсивність випромінювання {\displaystyle I} галактики залежить від відстані {\displaystyle R} від її центру. Це узагальнення закона де Вокулера. Хосе Луїс Серсік вперше опублікував свій закон 1963 р.

## Визначення
Рівняння для профілю Серсіка має вигляд
{\displaystyle \ln \ I(R)=\ln \ I_{0}-kR^{1/n},}
де {\displaystyle I_{0}} — інтенсивність випромінення при {\displaystyle R=0}.
Параметр {\displaystyle n} називають «індексом Серсіка». Він визначає ступінь кривизни профілю (див. малюнок). Чим менше значення {\displaystyle n}, тим менша концентрація яскравості до центру і менший (крутіший) логарифмічний нахил при малих (великих) радіусах:
{\displaystyle {\frac {\mathrm {d} \ln I}{\mathrm {d} \ln R}}=-(k/n)\ R^{1/n}.}

## Застосування

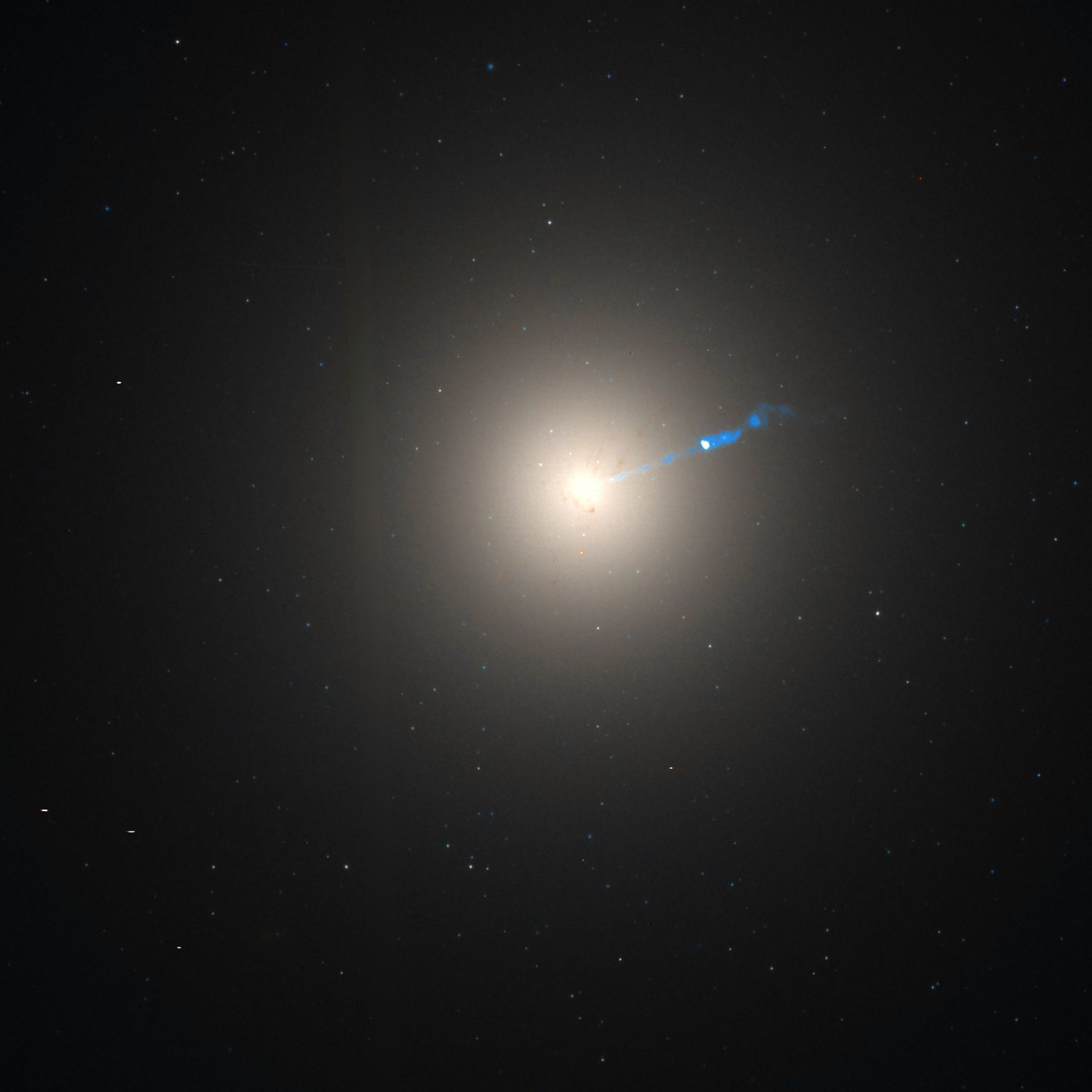
Масивні еліптичні галактики мають високі показники індексів Серсіка й високий ступінь концентрації до центру. Галактика Мессьє 87 має індекс Серсіка n~ 4.

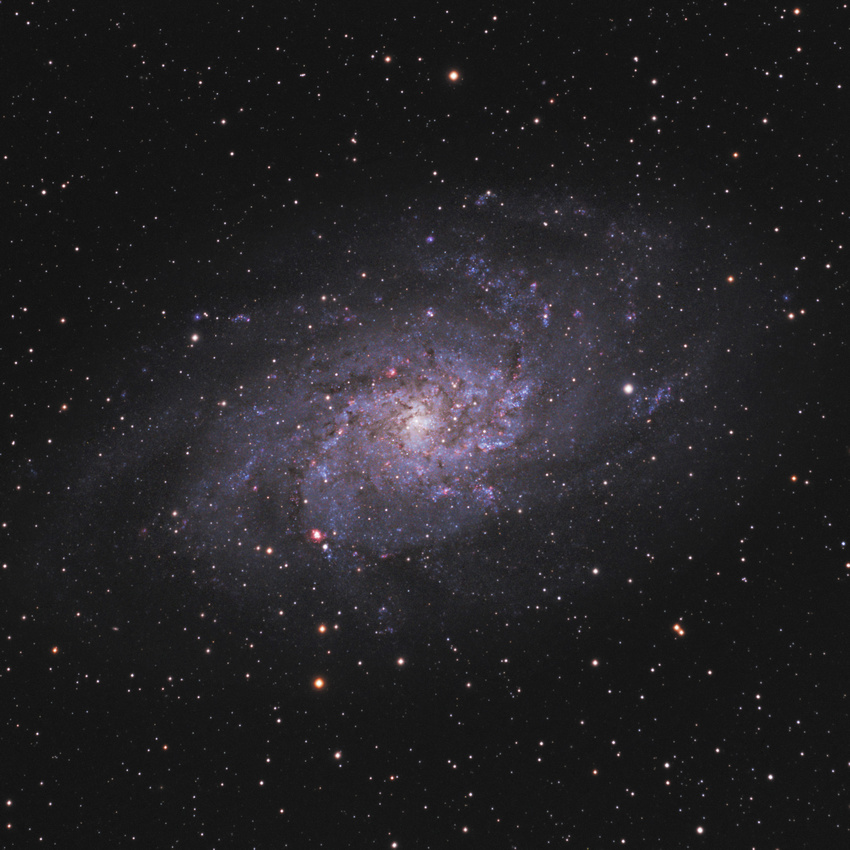
Диски спіральних галактик, таких як Галактика Трикутника, мають низькі індекси Серсіка й низьку концентрацію до центру.

Більшість галактик описується профілями Серсіка з індексами в діапазоні 1/2 < n < 10.
Найбільш придатне значення n корелює з розміром і світністю галактики, тобто більші й яскравіші галактики, як правило, мають вище значення n.

Значення n  = 4 дає профіль де Вокулера:
{\displaystyle I(R)\propto e^{-kR^{1/4}}}
що добре описує велетенські еліптичні галактики.
Значення n = 1 дає експоненціальний профіль:
{\displaystyle I(R)\propto e^{-kR}}
який добре описує диски спіральних галактик, а також карликові еліптичні галактики. Співвідношення індексу Серсіка (тобто галактичної концентрації) з морфологією галактики іноді використовується в автоматизованих схемах для визначення класифікації далеких галактик. Також було показано, що індекси Серсіка корелюють із масою надмасивної чорної діри в центрах галактик.
Фактор нормалізації {\displaystyle k} вибирають таким чином, що існує базовий радіус {\displaystyle R_{\text{eff}}}, який є радіусом напівсвітла. Відповідно, профіль Серсіка також записують як
{\displaystyle I(r)\propto \exp \left[-b_{n}\left({\frac {R}{R_{\text{eff}}}}\right)^{1/n}\right],}
де {\displaystyle b_{n}} — константа, яка залежить від індекса {\displaystyle n}. Можна показати, що {\displaystyle b_{n}} задовольняє {\displaystyle \gamma (2n;b_{n})={1 \over 2}\Gamma (2n)}, де {\displaystyle \Gamma } і {\displaystyle \gamma } відповідно, є гамма-функцією і нижньою неповною гамма-функцією.
Профілі Серсіка дають найкращий сучасний опис гало темної матерії, а індекс Серсіка корелює з масою гало
.

## Узагальнення профілю Серсіка
Найяскравіші еліптичні галактики часто мають ядра низької щільності, які не дуже добре описуються законом Серсіка. Сімейство моделей «ядро-Серсіка» було запропоновано А. Гремом зі співавторами і Трухільо і співавт. і в подальшому розширено Б.Терзичем  і А. Гремом 2005 року для опису таких галактик. Моделі «ядро-Серсіка» мають додатковий набір параметрів, які описують радіус та щільність ядра.
Еліптичні карликові галактики, іноді мають ядра, схожі на точки, що теж погано описується законом Серсіка. Ці галактики часто описують моделлю Серсіка з додатковим центральним компонентом, що позначає ядро.
Профіль Ейнасто є математично ідентичним профілю Серсіка, за винятком того, що {\displaystyle I} замінюється {\displaystyle \rho } (щільністю простору), а {\displaystyle R} замінюється {\displaystyle r} (справжньою відстанню від центру, а не її видимою проєкцією).